# Salinitate

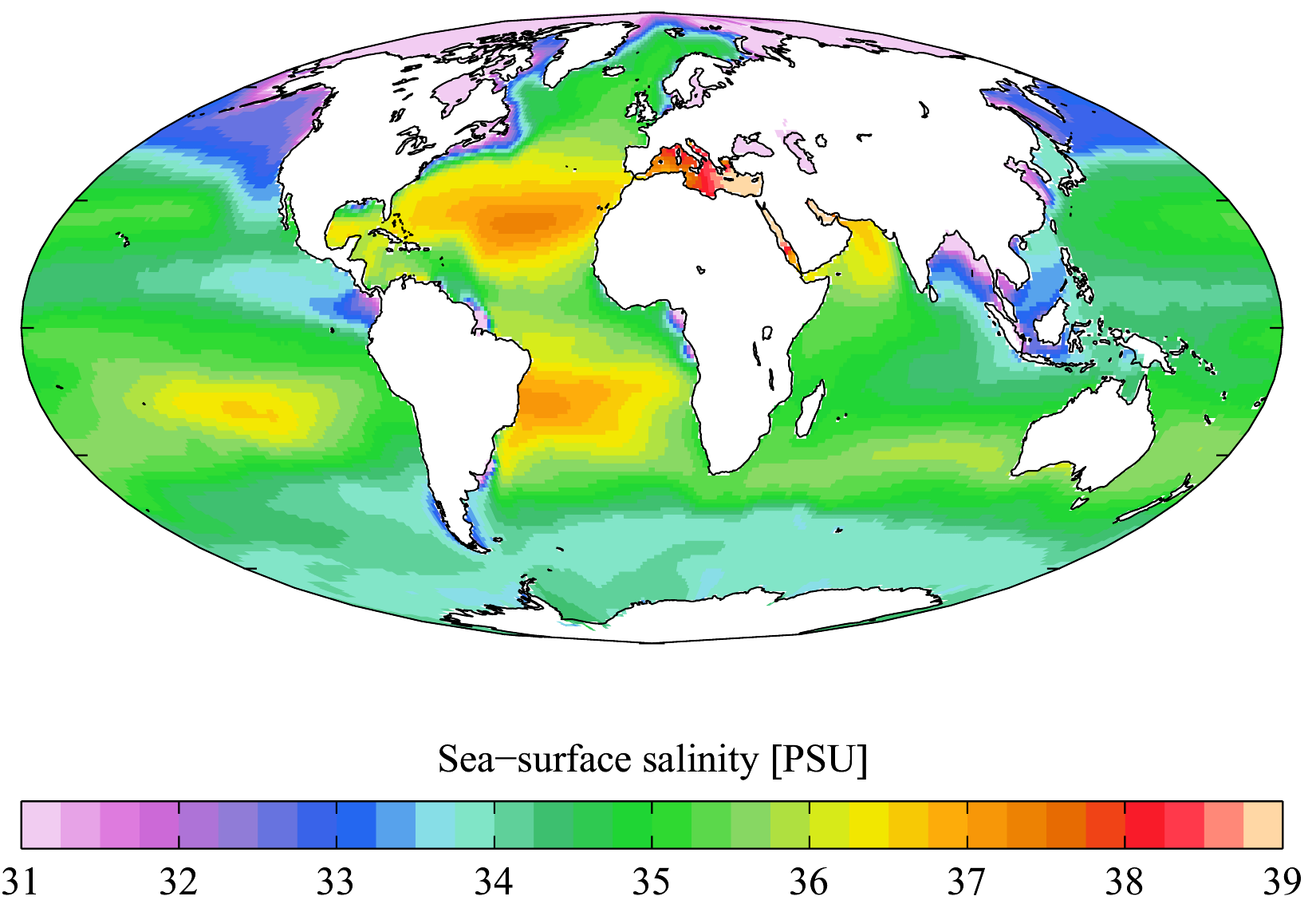
Salinitatea oceanului planetar

Salinitatea este un indicator privind conținutul în săruri al unei soluții, al unei ape (marine, oceanice, lacustre sau subterane), precum și al unui sol. Se exprimă prin mărimile concentrație masică și procent masic, fiind exprimată de obicei în unitățile grame pe litru (g/l) de apă, grame pe kilogram (g/kg) sau în promile (‰). Diferența de salinitate poate fi exploatată ca potențial energetic regenerabil prin energie potențială osmotică.

## Salinitatea apelor
După gradul de mineralizare lacurile pot fi:
- dulci (salinitatea sub 0,5‰)
- salmastre (salinitatea între 0,5 și 30‰)
- sărate (salinitatea între 30 și 40‰)
- hiperhaline (suprasărate, cu salinitatea mai mare de 40‰).

Pe măsură ce au început să se topească din ce în ce mai mulți ghețari, a scăzut nivelul salinității apei din oceanul planetar. 
Față de gradul de toleranță al organismelor la diverse amplitudini ale salinității, acestea se diferențiază în două grupe ecologice: 
- stenohaline, care suportă variații înguste ale salinității și
- eurihaline, care suportă variații largi ale acestui factor.

Pentru măsurarea cu ușurintă a greutății specifice ale apei sărate, de folosește un aparat denumit salimetru sau salinometru. Acesta este, de fapt, un densimetru (hidrometru, areometru). În funcție de densitatea apei și de temperatura acesteia, se poate stabili salinitatea apei, cu ajutorul unor tabele. Dacă salimetrul este dotat și cu un termometru, acesta se numește termosalimetru.
Alt aparat, mai complex, care măsoară concentrația de sare din apele sărate sau apa de mare este refractometrul pentru salinitate. Acesta se bazează pe fenomenele fizice ale reflexiei totale și refracției luminii (o rază de lumină care trece dintr-un mediu A într-un mediu B, fiecare având un indice de refracție diferit, nu va urma o linie dreaptă ci va suferi o abatere de la traiectoria inițială).

## Salinitatea solului

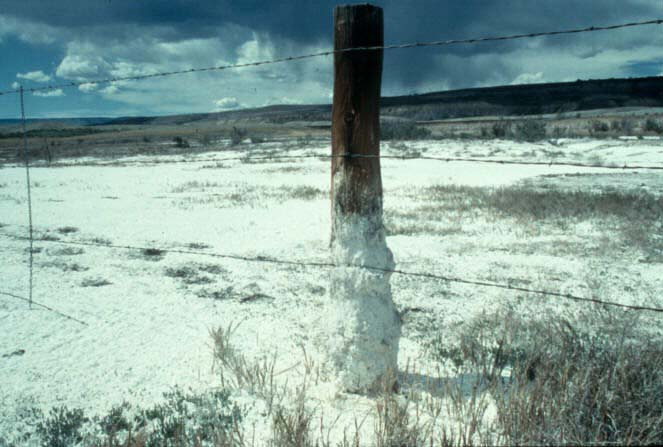
Sol sărăturos în Colorado

Un teren care are solul bogat în săruri minerale solubile, cu fertilitate redusă, poartă denumirea de sărătură.
Pentru măsurarea salinității solului se procedează la măsurarea electro-conductivității aparente a solului, prin măsurarea rezistivității electrice și a comportării electromagnetice. a acestuia. Deoarece conductivitatea electrolitică depinde de temperatură, crescând cu o rată de aproximativ 1,9% cu fiecare grad Celsius de creștere a temperaturii solului, în mod obișnuit, conductivitatea electrică este indicată la o temperatură de referință de 25°C, pentru a permite comparații.